# Chiesa di San Pietro (Altamura)
La chiesa di San Pietro era una chiesa cattolica del centro storico della città di Altamura.

## Storia
La prima attestazione dell'esistenza della chiesa risale a un legato testamentario del 30 ottobre 1334. La chiesa, tra l'altro, compare raffigurata nelle carte Rocca P/33, risalenti alla fine del XVI secolo e conservate presso la Biblioteca Angelica.
La chiesa era situata a pochi metri da piazza Foggiali e fu sconsacrata negli anni settanta del Novecento per essere adibita a studio privato.